# Meeting Business Award
Der Meeting Business Award (auch MBA-Award) war eine Auszeichnung der Event- und Veranstaltungsbranche, die von 2000 bis 2005 jährlich vergeben wurde.
Herausgeber des Preises war die Master of Masters Event Marketing GmbH (gegründet 1993, aufgelöst 2010) aus Frankfurt am Main.
Dabei wurden herausragende und innovative Konzepte aus den Bereichen industrieller Kunden-, Mitarbeiter- und Promotion-Veranstaltungen bewertet und honoriert. Die Preise wurden als Tagungs- und Veranstaltungsgutscheine für ein Göttinger Hotel im Gesamtwert von anfangs 100.000 DM und später 50.000 € vergeben.

## Preisträger
| Jahr | Kategorie                   | Preisträger |
| ---- | --------------------------- | --- |
| 2000 | Mitarbeiter-Veranstaltungen | Kommunika – Agentur für Kommunikationsmanagement, Elke Schlimbach, „Salzburgers Märchen“                        |
| 2000 | Mitarbeiter-Veranstaltungen | PR.Event München, Ricarda Merkwitz, „Interkulturelles Training“                                                 |
| 2000 | Kunden-Veranstaltungen      | Face to face GmbH, Anett C. Coerper und Gerd Wirtz, „Satellitensymposium“                                       |
| 2001 | Mitarbeiter-Veranstaltungen | Otto International Academy, Guido Fassbender für Jürgen Bock, „international high potential network“            |
| 2001 | Kunden-Veranstaltungen      | Visual GmbH, Dany und Bernhard Strobel, „theater für business-kommunikation“                                    |
| 2001 | Sonderpreis der Jury        | Oh! Kommunikation, Oliver Haarmann, „troh!phy“                                                                  |
| 2001 | Sonderpreis der Jury        | IHK Fulda, Stephanie Budenz, „Fd-WiTa – Fuldaer Wirtschaftstage“                                                |
| 2002 | Mitarbeiter-Veranstaltungen | Nextpractice GmbH, Peter Krause, Andreas Greve, „Unsere Zukunft hat begonnen – Netzwerkveranstaltung auf Kreta“ |
| 2002 | Kunden-Veranstaltungen      | Scalaria – the event-resort, Peter Gastberger, „lemontree@scalaria“                                             |
| 2002 | Kunden-Veranstaltungen      | Face to Face GmbH, Anett C. Coerper und Gerd Wirtz, „die graue Brille“                                          |
| 2002 | Honorary Award              | Otto International Academy, Guido Fassbender für Jürgen Bock, „gold cuts – intern. high potential network“      |
| 2002 | Sonderpreis der Jury        | Halle-Tourist e. V., Michael Schuster, „4. Busfahrer-Treffen in Halle a. d. Saale“                              |
| 2003 | Mitarbeiter-Veranstaltungen | get the point Agentur für Erlebnismarketing GmbH, Tom Inden-Lohmar, „enjoy the relation-chip“                   |
| 2003 | Kunden-Veranstaltungen      | E-factor motivating people GmbH, Maximilian Geiger, „der herr der energien“                                     |
| 2003 | Honorary Award              | Face to Face GmbH, Anett C. Coerper und Gerd Wirtz, „Mischen Impossible“                                        |
| 2003 | Sonderpreis der Jury        | Oliver Schrott Kommunikation GmbH, Heiner d’Alquem, „Maybach Weltpremiere“                                      |
| 2004 | Mitarbeiter-Veranstaltungen | Twilight Events Deutschland GmbH, „The Get More Story – T-Mobile sucht den Superstar“                           |
| 2004 | Kunden-Veranstaltungen      | Spiel & Sport Team GmbH, „Capri-Sonne bringt Bewegung!-Tour“                                                    |
| 2004 | Sonderpreis der Jury        | Comitè Dèpartemental du Tourisme Audois, „1er Salon du Tourisme Audois“                                         |
| 2004 | Best Practice Award         | UGW Event GmbH, „DHL Relaunch – Internationale Roadshow“                                                        |
| 2004 | Honorary Award              | ARD digital und ZDF vision, „Digitales Olympia-Programm Athen 2004“                                             |